# Pórtico Augusto Severo
O Pórtico Augusto Severo é um monumento erguido na entrada principal da cidade de Macaíba, na Região Metropolitana de Natal, no Brasil, inaugurado no dia 11 de maio de 2012. A obra paisagística custou, segundo dados oficiais, R$ 212 mil, valor custeado pela Prefeitura Municipal de Macaíba

## Descrição
O monumento está erguido, na primeira entrada do município potiguar, que através dela, dá acesso à Avenida Mônica Dantas, uma das principais vias da cidade, no bairro Centro. O nome do pórtico homenageia o político, jornalista, inventor e aeronauta macaibense, Augusto Severo de Albuquerque Maranhão, que morreu no dia 12 de maio de 1902, em Paris, na França, vítima de um acidente aéreo a bordo do avião Pax.